# 赵鹏 (1976年)
赵鹏（1976年10月—），男，汉族，中华人民共和国政治人物，研究生学历，哲学博士学位，中国共产党党员。
曾任中央财经领导小组办公室经济五局副局长，中央财经委员会办公室经济五局副局长、局长。
2023年，任中央财经委员会办公室秘书局局长。
2025年3月，任西藏自治区人民政府党组成员、副主席（西藏自治区第十二届人民代表大会常务委员会第十五次会议任命）。